# Plebiscito nacional de Chile de 1988
El plebiscito nacional de Chile de 1988 fue un referéndum realizado en ese país el miércoles 5 de octubre de 1988, durante la dictadura militar. En aplicación de las disposiciones transitorias (27 a 29) de la Constitución Política de 1980, este plebiscito se llevó a cabo para decidir si Augusto Pinochet seguía o no en el poder hasta el 11 de marzo de 1997.
El universo electoral habilitado para votar entonces ascendió a 7 435 913 personas. Del total de votos válidos, el resultado fue de 44.01 % por el «Sí» y de 55.99 % por el «No» —del total de votos escrutados, el «Sí» obtuvo el 43.01 % y el «No» el 54.71 %—. Conforme a las disposiciones transitorias de la Constitución, el triunfo del «No» implicó la convocatoria para 1989 de elecciones democráticas conjuntas de presidente y parlamentarios, que condujeron tanto al fin de la dictadura como al comienzo del periodo llamado transición a la democracia.

## Origen del plebiscito

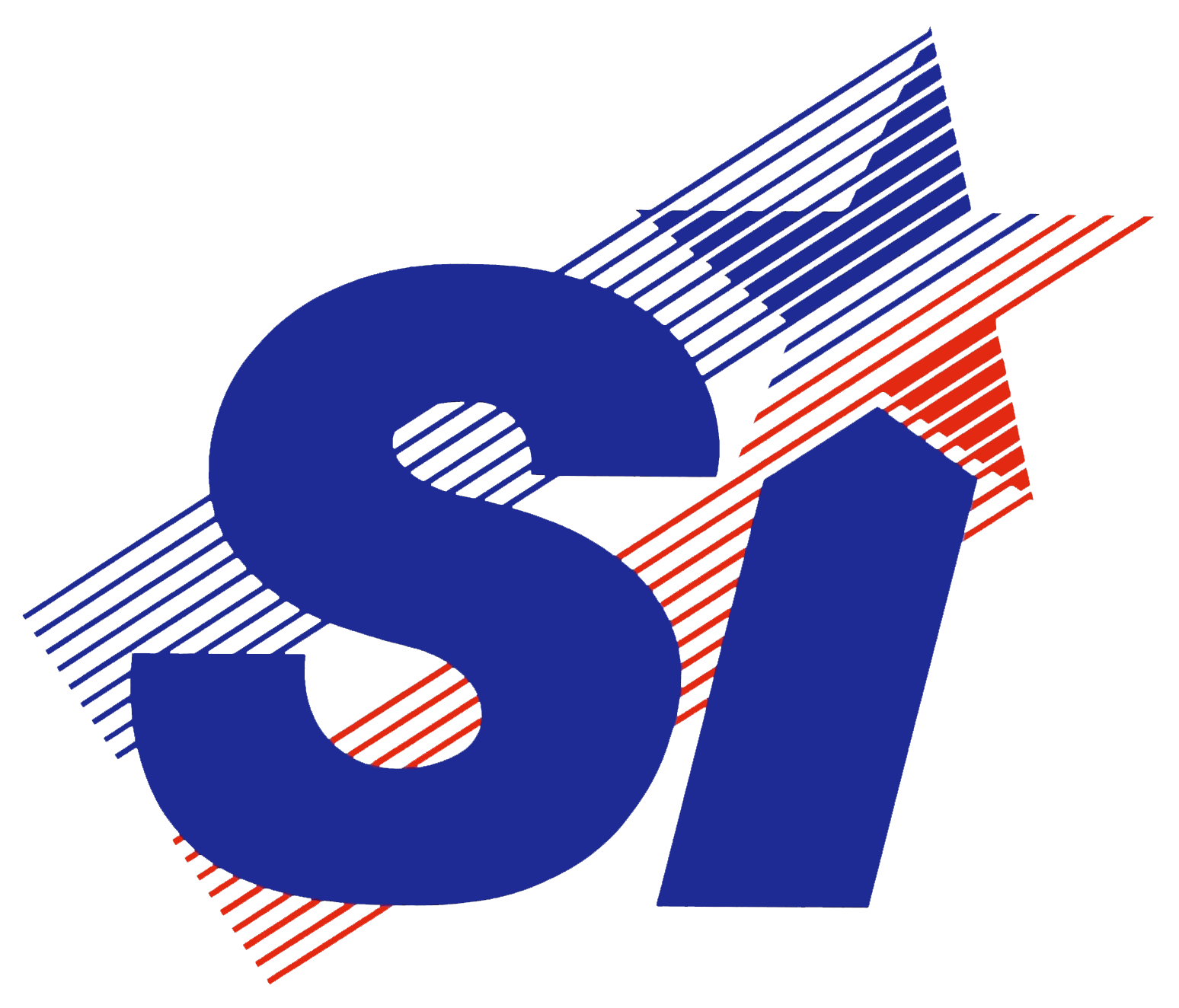
Símbolo de la opción "Sí". El logotipo llevaba las letras SÍ azules con una estrella y banda tricolor azul, blanca y roja.

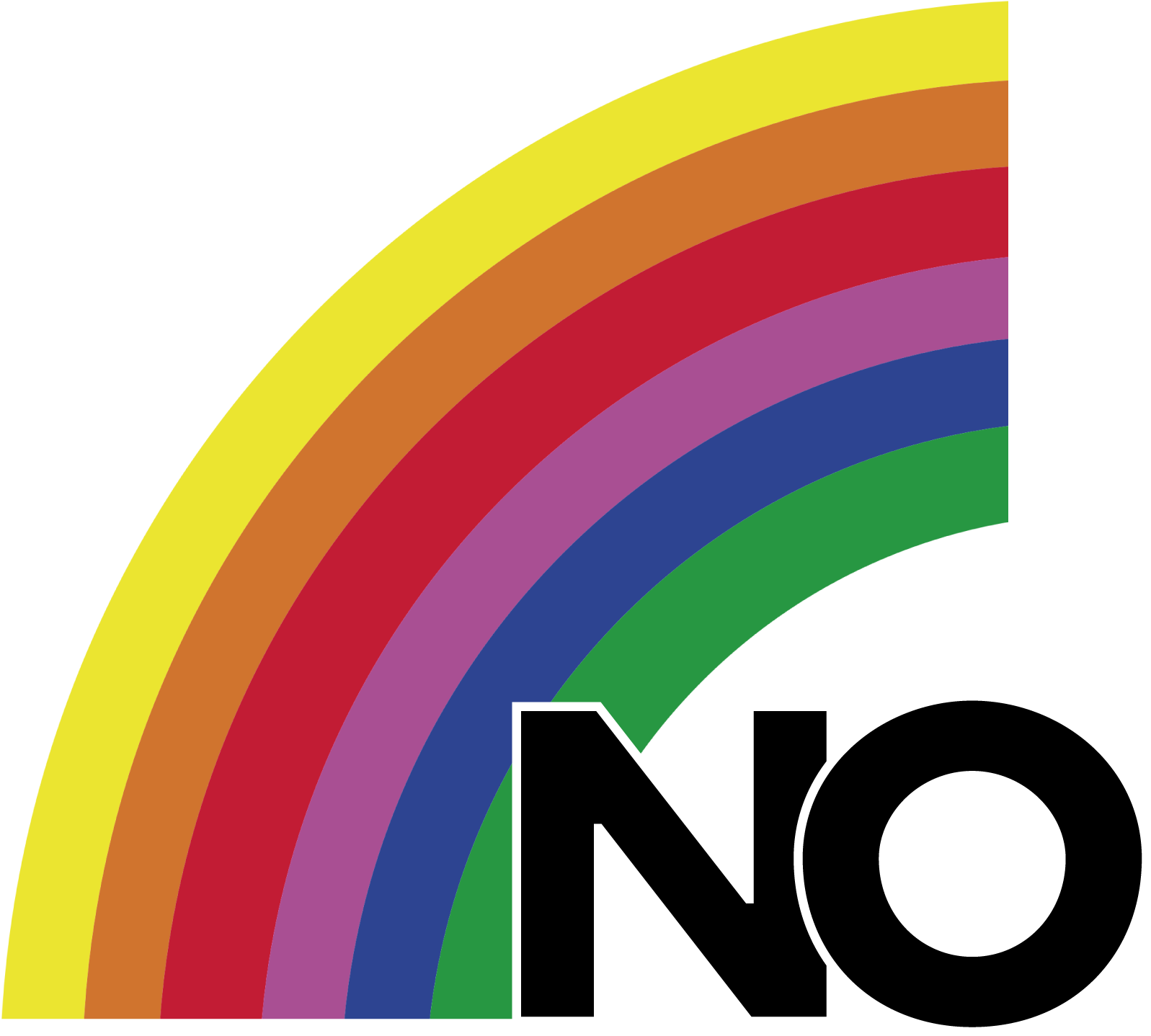
El logotipo de la Concertación de Partidos por el No llevaba el arcoíris, principal símbolo de la oposición a la dictadura militar chilena.

La Constitución Política de 1980 estableció un periodo transitorio, que se extendía desde su entrada en vigencia, el 11 de marzo de 1981, hasta el término del mandato presidencial de ocho años del general Augusto Pinochet, establecido nominativamente por ella (disposición transitoria decimocuarta).
En conformidad al texto constitucional, con al menos noventa días de anticipación a la fecha en que debía cesar en su cargo, es decir, el 11 de marzo de 1989, los comandantes en jefe de las Fuerzas Armadas y el general director de Carabineros, o a falta de unanimidad de ellos el Consejo de Seguridad Nacional integrado además por el contralor general de la República, debían proponer al país una persona para ocupar el cargo de presidente de la República durante el periodo siguiente, sujeto a la ratificación de la ciudadanía mediante un plebiscito (disposición transitoria vigesimoséptima).
Los efectos del resultado de dicho plebiscito serían las siguientes:
- Si ganaba la opción «Sí», es decir, se aprobaba el candidato propuesto, el presidente así electo asumiría el cargo el 11 de marzo de 1989, mismo día en que debía cesar el anterior, y por un periodo de ocho años (hasta el 11 de marzo de 1997), entrando en plena vigencia las normas permanentes de la Constitución, salvo en lo siguiente: nueve meses después se debía convocar a elecciones generales de senadores y diputados y, en el entretanto, la Junta de Gobierno seguiría ejerciendo la función legislativa, hasta la instalación del Congreso Nacional. Esta se realizaría tres meses después de la convocatoria a elecciones parlamentarias.
- Si ganaba la opción «No», es decir, no se aprobaba el candidato propuesto, el periodo presidencial de Augusto Pinochet se prorrogaría por un año más, hasta el 11 de marzo de 1990, al igual que las funciones de la Junta de Gobierno, y vencido dicho plazo tendrían plena vigencia las normas permanentes de la Constitución. Para esos efectos, noventa días antes de la expiración de la prórroga del mandato presidencial, se debía convocar a elección de presidente de la República y de parlamentarios.

## Hacia el plebiscito

### Tribunal Calificador de Elecciones
Durante el año 1985 se suscitó un importante debate acerca de las condiciones en que se realizaría el plebiscito de aprobación o rechazo del candidato que se propondría como presidente para el periodo 1989-1997, de acuerdo a la norma transitoria vigesimoséptima de la Constitución.

El artículo 84 de la Constitución relativo al Tribunal Calificador de Elecciones, comenzará a regir en la fecha que corresponda de acuerdo con la ley respectiva, con ocasión de la primera elección de senadores y diputados, y sus miembros deberán estar designados con treinta días de anticipación a esa fecha
Disposición transitoria decimoprimera de la Constitución de 1980 

De la letra de la norma transitoria undécima resultaba que la consulta plebiscitaria podría efectuarse antes que entrara en funcionamiento el Tribunal Calificador de Elecciones, establecido en las normas permanentes del texto constitucional, puesto que el plebiscito debía realizarse antes de la primera elección parlamentaria. Ello implicaba que este tribunal, aparentemente, no estaba llamado a controlar el referéndum y finalmente, tendría que crearse un órgano gubernamental ad hoc para su calificación.
Basándose en dicha lectura, el proyecto de ley orgánica constitucional sobre el Tribunal Calificador de Elecciones, sometido al Tribunal Constitucional por la Junta de Gobierno establecía en el artículo final que "El artículo 84° de la Constitución Política y la presente ley entrarán en vigencia sesenta días antes de la fecha en que debe realizarse la convocatoria a la primera elección de senadores y diputados" y en el artículo primero transitorio que "Para los efectos de la primera designación de los miembros del Tribunal Calificador de Elecciones, el pleno extraordinario (de la Corte Suprema para elegir los miembros del tribunal) a que se refiere el artículo 2° de esta ley, deberá realizarse con treinta días de anticipación, a lo menos, a la fecha en que debe realizarse la convocatoria a la primera elección de senadores y diputados".
Sin embargo, el Tribunal Constitucional pronunciándose sobre dicho proyecto en la sentencia Rol N.º 33, de 24 de septiembre de 1985, por cuatro votos contra tres, estimó que dichas normas eran inconstitucionales, y por ende, debían ser eliminadas del proyecto de ley, pues sólo una interpretación literal, y con prescindencia del resto de las disposiciones de la Carta Fundamental, conduciría a pensar "que el artículo 84° de la Constitución y las normas legales que lo complementan entrarán a regir, sin excepciones ni limitaciones de ninguna especie, en la fecha que señale la ley orgánica constitucional respectiva, con motivo de la primera elección de diputados y senadores" (considerando 8.º) y que dicha "rígida interpretación del texto constitucional resulta inadmisible, porque ella está en pugna o contradice el artículo permanente y las disposiciones transitorias de la Carta Fundamental" que a continuación se señalan (considerando 9.º):

a) el artículo 18, que establece el sistema electoral público;

b) la disposición transitoria vigésima séptima, inciso final, que dispone la realización de un plebiscito para que la ciudadanía se pronuncie sobre la proposición de la persona que desempeñará el cargo de Presidente de la República, en el próximo período presidencial;

c) las disposiciones transitorias decimoctava, letra A), y vigésima primera, letra d), al establecer que, durante el período a que se refiere la decimotercera disposición transitoria y hasta que entren en funciones el Senado y la Cámara de Diputados, las reformas constitucionales que se acuerden sólo tendrán eficacia si son aprobadas por un plebiscito

En consecuencia, dicho proyecto de ley, sin incluir los preceptos declarados inconstitucionales, se convirtió en la ley 18460, Orgánica Constitucional del Tribunal Calificador de Elecciones, de 15 de noviembre de 1985.
Finalmente, mediante la ley 18604, de 23 de marzo de 1987, se agregó a la ley del Tribunal Calificador de Elecciones el siguiente artículo final: "El artículo 84° de la Constitución Política entrará en vigencia con la publicación de la ley orgánica constitucional de los partidos políticos, debiendo el Tribunal Calificador de Elecciones constituirse dentro de décimo día. No obstante, para los efectos de la primera elección de senadores y diputados, el artículo 84 de la Constitución Política entrará en vigencia, en lo pertinente, sesenta días antes de la fecha en que debe realizarse su convocatoria" (la ley orgánica constitucional de partidos políticos se publicó ese mismo día).

### Servicio Electoral e inscripciones
Para regular las materias relativas a la organización y el funcionamiento del Servicio Electoral e inscripciones electorales, el 1 de octubre de 1986 se promulgó la ley 18556, Orgánica Constitucional sobre sistema de inscripciones electorales y Servicio Electoral. Su artículo primero transitorio dispuso que:

Las Juntas Inscriptoras se instalarán dentro del plazo de cinco meses contando desde la publicación de esta ley, en la fecha que señalare el Director del Servicio Electoral por resolución que se publicará en el Diario Oficial.

Dicha ley permitió que se abrieran los registros electorales el miércoles 25 de febrero de 1987, por primera vez desde el lunes 19 de noviembre de 1973, cuando la Junta de Gobierno había decretado la caducidad e inutilización de los registros. Pudieron inscribirse en los registros electorales los hombres y las mujeres mayores de 21 años —establecida en aquel entonces como la mayoría de edad— y los extranjeros residentes. La primera inscripción en la comuna de Santiago correspondió a Augusto Pinochet.
La gran inscripción de electores que se produjo —cercana al 91 % del total de personas habilitadas para hacerlo— hizo temer tanto al Gobierno como a la oposición. Mientras el oficialismo comenzó a temer una masiva inscripción de opositores a la dictadura militar, la oposición pensó en una posible doble inscripción para sabotear el resultado del plebiscito.
Otro cuerpo normativo sustancial para el establecimiento del sistema electoral público prescrito por la Constitución fue la ley 18700, Orgánica Constitucional sobre Votaciones Populares y Escrutinios, del 6 de mayo de 1988. Esta norma reguló, en sus disposiciones transitorias, algunos aspectos prácticos de la convocatoria, campaña y votación en el plebiscito.

### Partidos políticos
De acuerdo a la norma transitoria décima de la Constitución de 1980, en tanto no entrara en vigencia la ley orgánica constitucional de partidos políticos, estaba «prohibido ejecutar o promover toda actividad, acción o gestión de índole político-partidista, ya sea por personas naturales o jurídicas, organizaciones, entidades o agrupaciones de personas. Quienes infrinjan esta prohibición incurrirán en las sanciones previstas en la ley».
La tramitación de dicho proyecto de ley fue compleja y prolongada, iniciándose en 1983 y terminando en 1987, tras el pronunciamiento del Tribunal Constitucional. Ese proyecto finalmente se transformó en la ley 18 603, Orgánica Constitucional de los Partidos Políticos, de 23 de marzo de 1987, que entró en vigencia diez días después de su publicación en el Diario Oficial. A partir de dicha fecha, pudieron constituirse legalmente los partidos políticos.
Al interior de las diversos grupos y corrientes políticas existentes en la época se iniciaron intensos debates en torno a la conveniencia o inconveniencia de incorporarse al sistema de la ley 18603 y la transformación en asociaciones políticas formales. Sin embargo, en definitiva la mayoría decidió convertirse formalmente en partido al poco tiempo.
El Partido Nacional fue la primera organización política en ser reconocida legalmente por el Servel el 23 de diciembre de 1987, inscrita oficialmente en el registro correspondiente el 4 de enero de 1988. En los meses siguientes —antes del plebiscito— fueron legalizados los partidos Avanzada Nacional, Humanista, Renovación Nacional, Democracia Radical, Socialista Chileno, Demócrata Cristiano, Por la Democracia, Del Sur, Radical y Los Verdes.

### Proposición del candidato

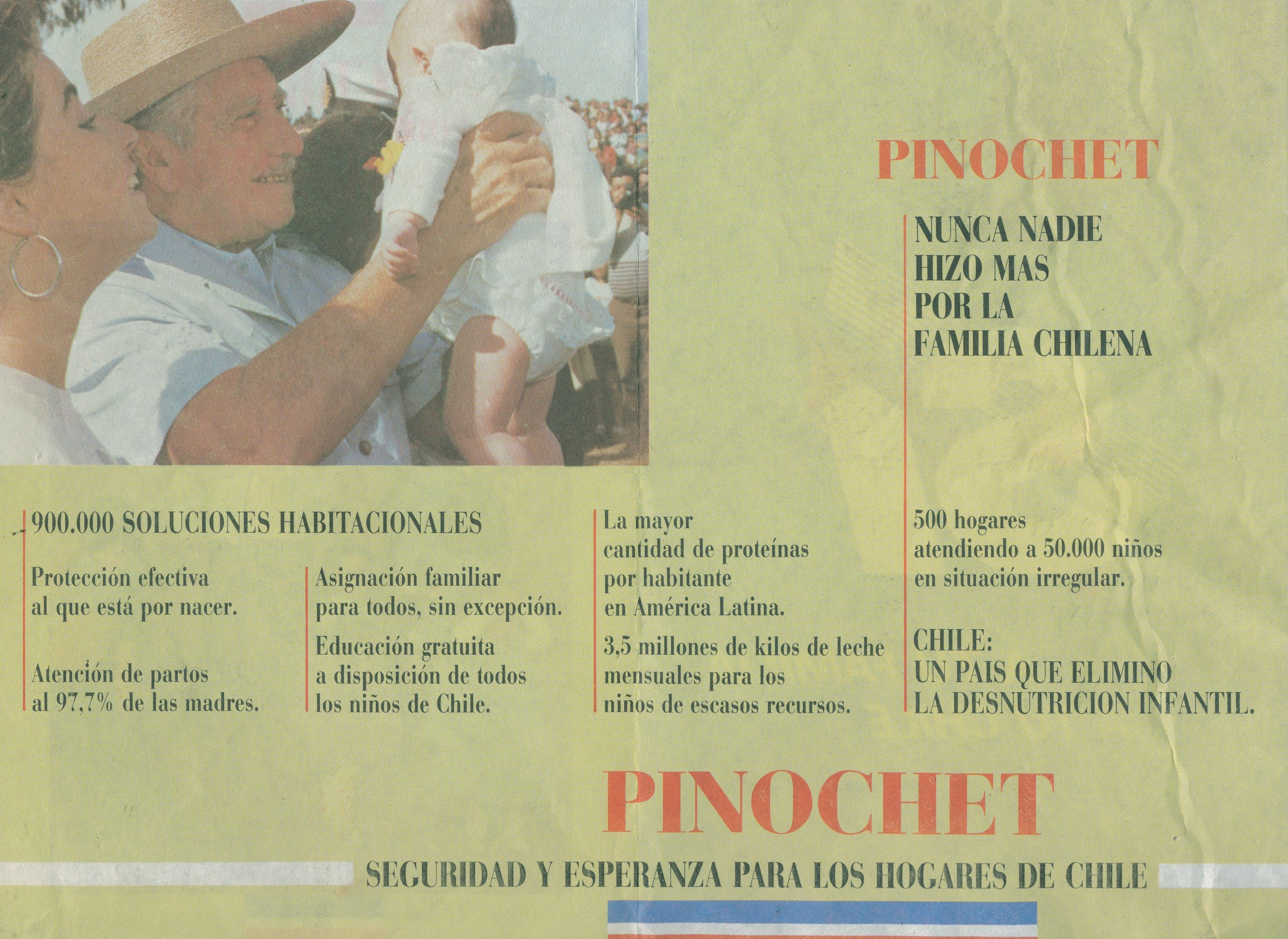
Panfleto de la campaña de apoyo a Pinochet y al voto por el Si.

Hacia 1986, Augusto Pinochet manifestó, de forma cada vez más evidente, su decisión de ser propuesto como candidato para el plebiscito. En esa línea, el viernes 11 de julio del mismo año declaró que «nadie puede desconocer el derecho del Gobierno a proyectarse más allá de 1989». Un par de meses después, el 7 de septiembre, sería víctima de un intento de asesinato por parte del Frente Patriótico Manuel Rodríguez (FPMR), en el camino al Cajón del Maipo, donde resulta ileso y mueren cinco de sus guardaespaldas.
El martes 7 de julio de 1987, con el propósito de ganar el plebiscito, designó como Ministro del Interior a Sergio Fernández, a quien se atribuía en parte el éxito en el plebiscito de 1980, en que se ratificó la Constitución Política.
Al año siguiente, el martes 12 de julio de 1988, los Comandantes en Jefe de las Fuerzas Armadas y el general Director de Carabineros se reunieron para establecer las formalidades y medidas de publicidad necesarias, de acuerdo a la disposición transitoria vigesimoséptima, para elegir el candidato para el plebiscito. El acuerdo fue el siguiente: el país sabría siete días antes la fecha y lugar donde ellos se reunirían para realizar dicha designación.
Pocos días después, el martes 26 de julio, los partidos políticos de oposición denunciaron que «a medida que se ha acercado la fecha del plebiscito y que el general Pinochet ha comenzado a actuar de facto como el candidato que los supremos mandos militares deberían designar, un grupo significativo de oficiales, casi todos del Ejército, ha comenzado a realizar abiertamente una ostensible actividad electoral en favor del SÍ» (La Época, 31 de julio de 1988).
Dentro de los grupos que apoyaban al gobierno se generaron importantes cuestionamientos y discusiones internas, pues algunos estimaban que el candidato debía ser un civil. Finalmente, el martes 30 de agosto, de acuerdo al procedimiento antes señalado, los comandantes en jefe de las Fuerzas Armadas y el general director de Carabineros propusieron como su candidato a Augusto Pinochet.

Propónese al país, sujeto a la ratificación de la ciudadanía, al capitán general don Augusto Pinochet Ugarte, para ocupar el cargo de Presidente de la República en el periodo presidencial siguiente al que está rigiendo.
Comandantes en Jefe de las Fuerzas Armadas y el General Director de Carabineros, 30 de agosto de 1988.

Pinochet aceptó en la misma reunión la nominación y pronunció un discurso de 25 minutos, refiriéndose al motivo y alcances de la decisión acordada. El plebiscito fue convocado para el día miércoles 5 de octubre de 1988.
La candidatura de Pinochet, es decir, la alternativa «Sí» en el plebiscito, fue apoyada por los partidos de la posteriormente denominada Alianza —Unión Demócrata Independiente y Renovación Nacional— y por otros partidos, como el Partido Nacional, el Partido Liberal Demócrata, Democracia Radical, Avanzada Nacional, Partido Democrático de Chile y el Partido del Sur.

### Oposición
A pesar del rechazo inicial a lo planteado por la Constitución, debido al debate sobre su legitimidad o ilegitimidad, la oposición al gobierno aceptó participar en el proceso. El martes 2 de febrero de 1988, trece organizaciones opositoras acordaron llamar a votar «No» en el plebiscito y a crear unas «condiciones mínimas suficientes de limpieza que eviten descalificarlo». Así se creaba la Concertación de Partidos por el No, antecedente directo de la Concertación de Partidos por la Democracia. 
El miércoles 31 de agosto del mismo año, tras conocerse la nominación de Pinochet, diecisiete partidos políticos (Democracia Cristiana, MAPU, MAPU-OC, PADENA, Partido Humanista, Izquierda Cristiana, Partido Liberal, Los Verdes, Partido Radical, Radical Socialista Democrático, Socialdemocracia, Socialista-Almeyda, Socialista-Núñez, Socialista Histórico, Socialista Mandujano, USOPO y Partido por la Democracia) expresaron en el documento Principios básicos de institucionalidad democrática que «[e]l triunfo del NO en el plebiscito será el punto de partida de un proceso que permitirá reconstruir en Chile un verdadero régimen democrático».

## Partidos y movimientos

### Partidos y movimientos por el "Sí"
- Avanzada Nacional (AN)
- Democracia Radical (DR)
- Frente Nacionalista Patria y Libertad (FNPL)[10]
- Gran Frente de Chile (GFCh)[nota 1][11][12]
- Movimiento Cívico de Autodefensa Vecinal (MAV)[10]
- Partido del Sur (SUR)
- Partido Democrático de Chile (PADECH)[13]
- Partido Liberal Demócrata de Chile (PLD)
- Partido Nacional por el SÍ (PN)
- Partido Socialdemócrata (PSD)
- Poder Femenino (PF)
- Renovación Nacional (RN)
- UDI por el Sí (UDI)

### Partidos y movimientos por el "No"
- Ad Mapu[14]
- Alessandrismo Nacional Independiente (ANI)[nota 2][15]
- Independientes por el No
- Partido Izquierda Cristiana de Chile (IC)
- Los Verdes (LV)
- Movimiento de Acción Popular Unitaria (MAPU)
- MAPU Obrero Campesino (MAPU-OC)
- Movimiento de Izquierda Revolucionaria (MIR)
- Partido Comunista de Chile (PCCh)
- Partido de los Jubilados (PJ)
- Partido Demócrata Cristiano (PDC)
- Partido Democrático Nacional (PADENA)
- Partido Humanista de Chile (PH)
- Partido Liberal (PL)
- Partido Nacional por el NO
- Partido por la Democracia (PPD)
- Partido Radical (PR)
- Partido Radical Socialista Democrático (PRSD, Facción Sule/Luengo)
- Partido Social Democracia de Chile (SDCH)
- Partido Socialista-Almeyda
- Partido Socialista Histórico
- Partido Socialista-Mandujano
- Partido Socialista-Núñez
- Unión Socialista Popular (USOPO)

### Partidos por el voto nulo
- Partido Socialista Chileno (PSCH)[16]

### Movimientos por la abstención
- Frente Patriótico Manuel Rodríguez (Autónomo) (FPMR-A)[17][18]
- MAPU Lautaro[19]

## Campaña

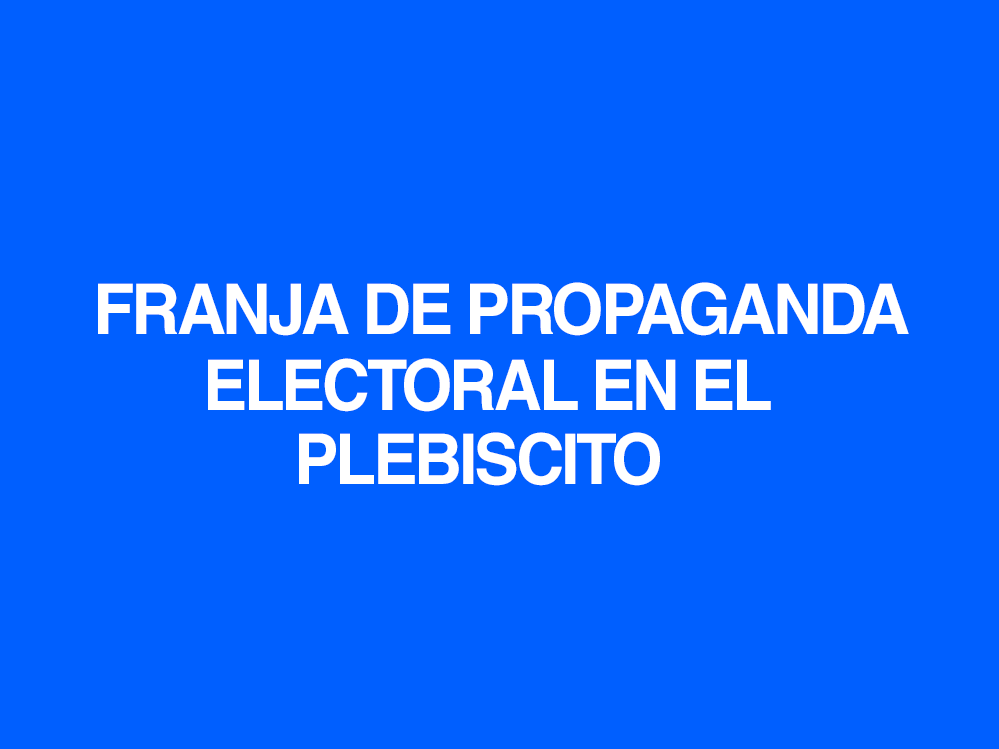
Placa exhibida al inicio de la franja electoral televisiva.

Por primera vez en la historia nacional, se realizaron franjas de propaganda televisiva para ambas posiciones políticas. A un mes del referendo, el lunes 5 de septiembre a las 22:45, aparecieron los primeros spots, de 15 minutos cada uno. Dicha franja televisiva fue emitida hasta el 1 de octubre, siendo emitida a las 11:30 de la mañana los sábados y domingos. El primer día fue emitida primero la franja del «No» y luego la del «Sí», al día siguiente al revés, y así de manera sucesiva en los días posteriores.
Al poco tiempo, se notó la superioridad técnica de la franja del «No». La franja de la oposición superaba en todos los aspectos a la del «Sí», a pesar de que la inversión y planificación de esta última fue mucho mayor, al ser encargada a miembros de las Fuerzas Armadas y a publicistas argentinos, encabezados por Marcelo López, quien fue nombrado productor ejecutivo de dicha franja, al mismo tiempo que el equipo era conformado por Manfredo Mayol, Carlos Alberto Délano, Joaquín Lavín, Jovino Novoa y Jorge Eugenin (director de la División de Comunicación Social (Dinacos):

Los resultados [de la campaña] fueron lamentables. Al cabo de muy pocos días nadie pudo ignorar la evidente superioridad técnica de la franja del «No»: mejor construcción argumental, mejores filmaciones, mejor música. Su melodía característica, en torno a la frase «La alegría ya viene», era tan pegajosa, que hasta los creativos de la Campaña del Sí en sus reuniones de brainstorming la tarareaban inconscientemente.
Sergio Fernández, ministro del Interior.

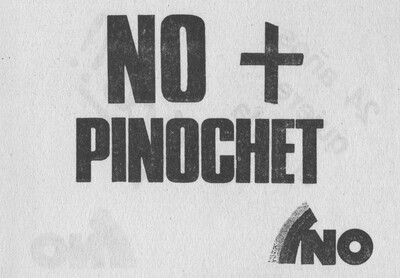
Panfleto de apoyo a la opción «No».

La campaña del «No» era encabezada por Eugenio García —quien se desempeñó como director creativo de la franja televisiva— quien contaba con la participación y asesoría de José Manuel Salcedo, el psicólogo Jorge Cucurella, el publicista Ernesto Merino y un politólogo. El logotipo de la Concertación era un arcoíris —diseñado por Raúl Menjíbar—, que buscaba simbolizar la unión de todos en el espectro político opositor (naranja para los humanistas, verde para los socialdemócratas y ecologistas, rojo para los socialistas, azul para los democristianos, amarillo para los demócratas) y el deseo de un futuro mejor. A pesar de que la campaña, realizada por publicistas chilenos y estadounidenses, presentaba crudos relatos de las violaciones de los derechos humanos, tenía asimismo características positivas, tratando de resaltar el hecho de que el triunfo del «No» no implicaría necesariamente un gobierno socialista, como el de Salvador Allende, y que la propia oposición era plural (empleando para ello personalidades de derechas). Para ello, se compuso un popular jingle titulado "Chile, la alegría ya viene" —con letra de Sergio Bravo, música de Jaime de Aguirre e interpretado por Rosa Escobar y Claudio Guzmán—, y se contó con la colaboración de múltiples estrellas chilenas e internacionales, como Florcita Motuda (que compuso dos canciones, "Nadie lo puede ver" y "El Vals del No"), Jane Fonda, Christopher Reeve o Sting. Sin embargo, la franja del No resultó censurada y no fue emitida el 12 de septiembre, cuando el Consejo Nacional de Televisión prohibió emitir extractos de una entrevista al juez René García Villegas, en el cual denunciaba torturas y realizaba acusaciones en contra de la Central Nacional de Informaciones. Como respuesta, la opción Sí decidió no emitir su capítulo correspondiente al 13 de septiembre, señalando que la decisión fue tomada «con el objeto de mantener la igualdad de condiciones en el debate público».

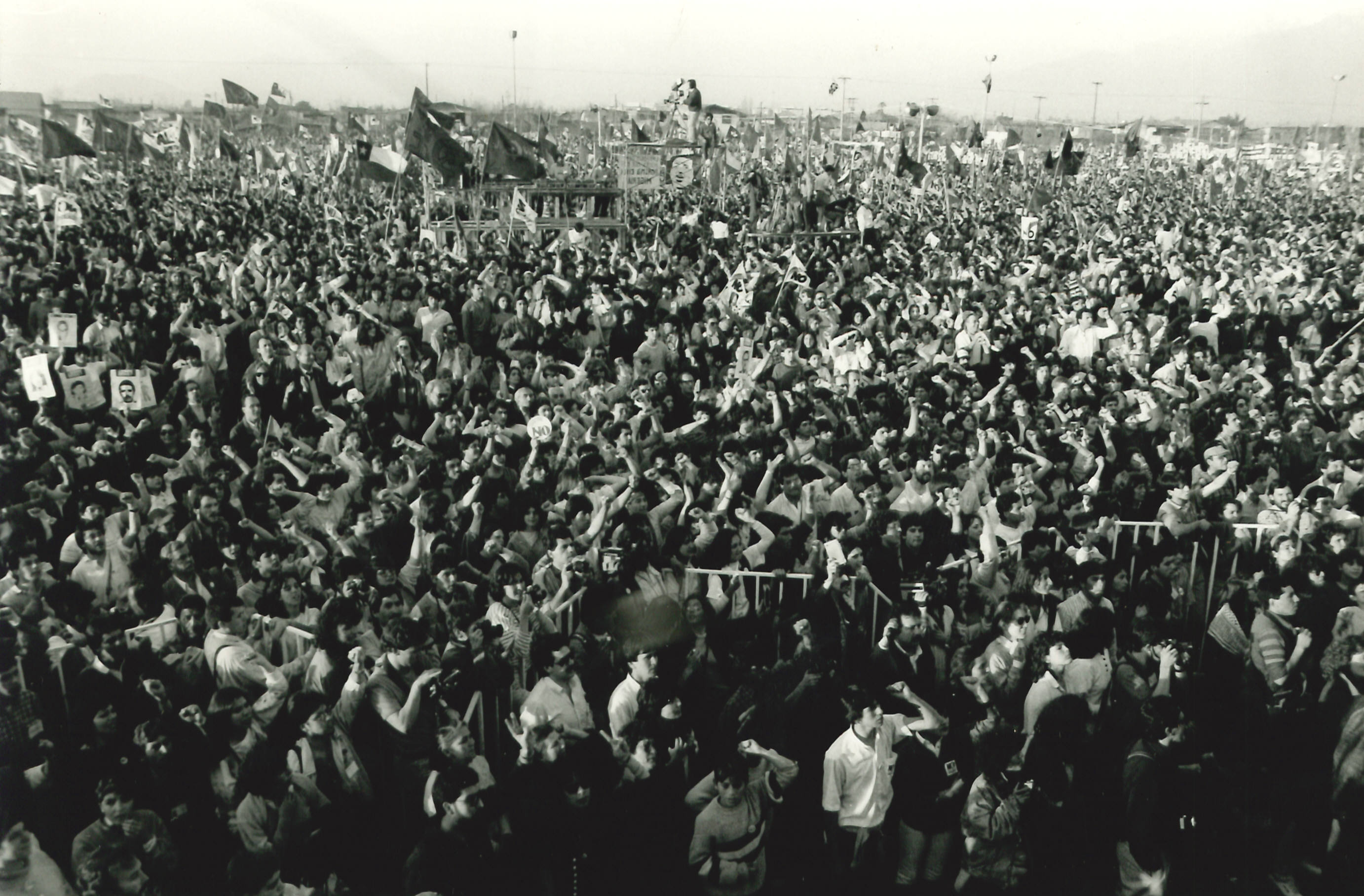
Concentración masiva en apoyo al «no»

Por otro lado, el «Sí» planteaba por una parte una estrategia centrada en resaltar la crisis ocurrida durante el gobierno de la Unidad Popular y sembrar el miedo en los votantes recordándoles ese período histórico, al tiempo que trataba de mostrar un rostro democrático y amable del general Pinochet, que era visto como un militar rígido y severo. Con jingles y canciones alegres se mostraban a algunos de los músicos y personalidades famosas más importantes de la década de 1980, además de resaltar los progresos económicos ocurridos durante la dictadura militar de Pinochet. Esta campaña tuvo también un fuerte tinte patriótico, con himnos dedicados al general, que rozaban la línea del culto a la personalidad en algunas ocasiones. A pesar de ello, no logró en absoluto superar a la campaña del «No», por lo que la franja fue reestructurada —estrenando un nuevo formato en el capítulo del 18 de septiembre— y tuvo que recurrir a criticar y parodiar los propios contenidos de la franja opositora de manera desesperada (por ejemplo, acusando a los señalados como víctimas de las políticas de la dictadura militar de ser simples actores, o parodiando las imágenes de manera burda).
Dentro de ambas campañas brilló la presencia de múltiples personajes de la época. Dentro de la campaña del Sí, aparte de los rostros políticos de derecha, hicieron parte de la franja televisiva los cantantes Marcelo Hernández (el «tío Marcelo» de Cachureos), Willy Bascuñán, Arturo Giolito, Ginette Acevedo, Patricia Maldonado y Benjamín Mackenna; los presentadores de televisión Jorge Rencoret y Katherine Salosny, y los deportistas Patricio Cornejo, Hans Gildemeister y Elías Figueroa. Encabezando el espacio del No estaba el periodista y presentador Patricio Bañados, hasta entonces apartado de la televisión; por su parte, la franja del Sí era encabezada desde el capítulo del 18 de septiembre por Hernán Serrano, a quien se sumaron en algunos segmentos la periodista Carmen Gardeweg y el exalcalde de Santiago Carlos Bombal.
Los comandos políticos también movilizaron a las masas: el día jueves 22 de septiembre el «No» dio inicio a la «Marcha de la alegría», que completó 10 días con cientos de miles de personas en interrumpidas manifestaciones y concentraciones, partiendo desde Arica y Puerto Montt para converger en Santiago. El «Sí», en tanto, respondió el día domingo 2 de octubre, al día siguiente de la llegada de la marcha a Santiago. Con esos dos actos terminó oficialmente la campaña. La sede de la campaña del Sí estaba ubicada en Londres 37, mientras que la sede del comando del No estaba ubicada en la esquina de José Victorino Lastarria con la Alameda Libertador Bernardo O'Higgins, a pasos del Edificio Diego Portales —que albergó el centro de cómputos del Ministerio del Interior—.

### Injerencia extranjera
El multimillonario húngaro-estadounidense George Soros brindó asesoría a la campaña del No; según Máximo Pacheco Matte, el apoyo se vio reflejado en «la realización de estudios y la obtención de datos que nos entregaron información que se nos había ocultado por 17 años (...) Lo que ahí aprendimos fue crucial para la preparación del famoso programa televisivo de la campaña del No y para la victoria en el plebiscito».
A su vez la organización creada por el congreso estadounidense, National Endowment for Democracy y vinculada a la CIA junto al National Democratic Institute for International Affairs aportaron un millón de dólares a la campaña del No y enviaron observadores al plebiscito los cuales ayudaron a generar un sistema de conteo paralelo en conjunto a centros de pensamiento alemanes y el Comité por las Elecciones Libres. David Altman agrega que Pinochet permitió «un cierto grado de libertad para hacer una campaña de movilización contra el régimen».

### Encuestas
Según una encuesta del CEP realizada en esa época, entre las causas que motivaron a la mayoría a votar «No» primaban la mala situación económica (72 %) —más que los derechos humanos (57 %), debido al 20 % de cesantía que existió durante la dictadura militar— y la mala distribución del ingreso, que explicaría por qué se dieran estos argumentos en medio del aparente auge económico.
| Empresa              | Fecha                    | Sí      | No      | Indecisos | Blanco/Nulo |
| -------------------- | ------------------------ | ------- | ------- | --------- | ----------- |
| CED/FLACSO           | Junio de 1987            | 12,4 %  | 47,3 %  | 40,3 %    | -           |
| CERC                 | Noviembre de 1987        | 31,1 %  | 40,3 %  | 18,2 %    | -           |
| Gallup               | Diciembre de 1987        | 39,4 %  | 26,6 %  | 34 %      | -           |
| Diagnos              | Marzo de 1988            | 20 %    | 38 %    | 30 %      | -           |
| CEP/Adimark          | Junio de 1988            | 37 %    | 41 %    | 22 %      | -           |
| FLACSO               | Junio-julio de 1988      | 17,3 %  | 42,1 %  | 33 %      | 7,7 %       |
| CERC                 | Agosto de 1988           | 30,8 %  | 40,6 %  | 22 %      | 8,4 %       |
| CIS                  | Agosto-1988              | 20,1 %  | 43,4 %  | 33,6 %    | 3 %         |
| Univisión            | Septiembre de 1988       | 26 %    | 61 %    | -         | -           |
| CEP                  | Septiembre de 1988       | 27 %    | 45 %    | 23 %      | 5 %         |
| FACEA U. Chile       | 15 de septiembre de 1988 | 48,1%   | 41%     | 11%       | -           |
| CEP/Adimark          | 3 de octubre de 1988     | 32 %    | 52 %    | 16 %      | -           |
| Skopus               | 3 de octubre de 1988     | 53,9 %  | 46,1 %  | -         | -           |
| CERC                 | Octubre de 1988          | 19,6 %  | 47 %    | 22 %      | -           |
| CIS                  | Octubre de 1988          | 17,9 %  | 46,8 %  | 33,4 %    | -           |
| Gallup (predicción)  | Octubre de 1988          | 47 %    | 42 %    | -         | -           |
| Gemines (predicción) | Octubre de 1988          | 31 %    | 58,6 %  | -         | -           |
| PDI (predicción)     | Octubre de 1988          | 53,25 % | 46,75 % | -         | -           |

## El 5 de octubre

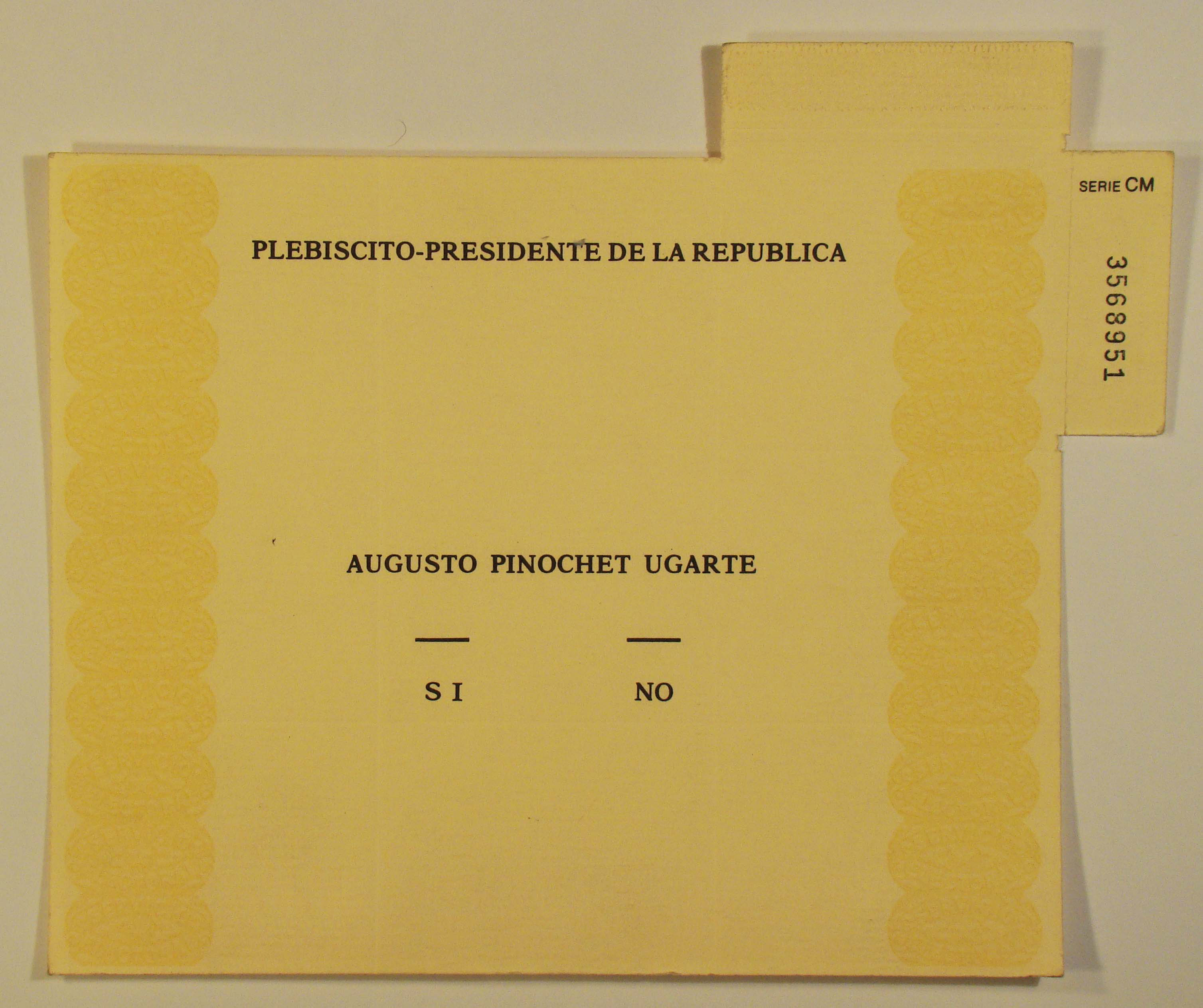
Voto utilizado en el plebiscito.

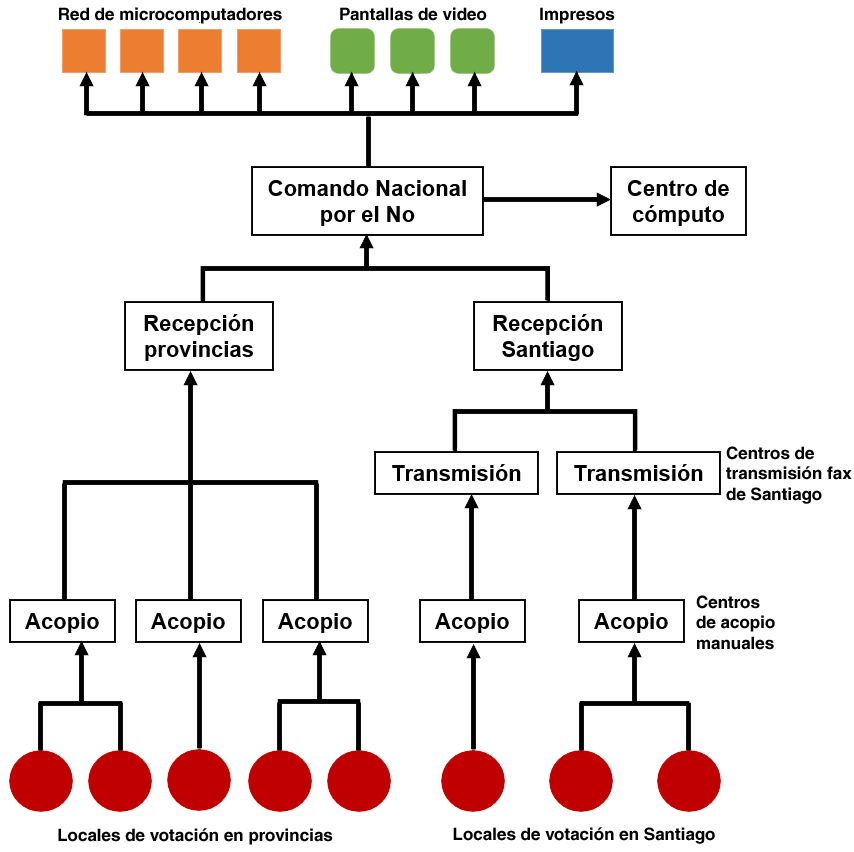
Diagrama del sistema de conteo paralelo realizado por el Comando del No.

Los rumores de un eventual boicot al plebiscito comenzaron a tomar fuerza debido a un extraño apagón ocurrido en la noche del martes 4 de octubre. Días antes, los gobiernos del Reino Unido y Estados Unidos estuvieron al tanto de una posible suspensión del referendo, donde cercanos a Pinochet realizarían actos violentos con el fin de generar un clima de violencia que llevase a suspender la consulta. Estos gobiernos se contactaron con Pinochet, quien prometió reconocer los resultados de la votación.
En la mañana, una tensa calma predominó en las más de 22 000 mesas receptoras de sufragios abiertas a lo largo del país, para recibir a 7 435 913 votantes. Pinochet votó en la mesa ubicada en el Instituto Nacional a las 10:10 horas. Diez minutos después, el subsecretario del Interior, Alberto Cardemil entregó el primer informe desde el Edificio Diego Portales, donde se ubicaba el centro de cómputos del Gobierno: 8000 mesas estaban constituidas a esa hora. Dicha información comenzó a preocupar a la oposición, pues sus reportes contenían cifras muy superiores al 40 % de mesas que había informado Cardemil. Una hora después, el Gobierno informó que un 75 % de mesas abiertas y el Comando del No respondió con cifras superiores al 90 %. A las 14:00, la encuestadora Gallup emitió un sondeo a boca de urna, en donde el Sí obtenía un 46 % y el No un 33,7 % de las preferencias.
Ya en la tarde, comenzaron a existir problemas en los centros de votación, al producirse enormes aglomeraciones que impedían entrar a los locales para poder sufragar. La Concertación presionó al Gobierno para que se realizara una votación normal. La situación se normalizó cerca de las 15:00. Hacia las 16:00, la mayor parte del país había votado y regresó a sus casas esperando los cómputos y con cierto temor, por los rumores de posibles ataques terroristas de grupos de extrema izquierda o de algún levantamiento de las Fuerzas Armadas. Canal 13 y TVN mostraban dibujos animados y series durante el atardecer y parte de la noche.
A las 16:30, el subsecretario Cardemil se dirigió al Palacio de La Moneda para informar a Pinochet de los primeros cómputos. Dos horas después, el Comité por las Elecciones Libres, cercano a la Concertación y dirigido por Sergio Molina informó que, sobre la base del 10 % de los sufragios que han sido contabilizados, el «Sí» obtenía el 32 % de los votos, frente al 58 % del «No».
Sin embargo, a las 19:30, Cardemil entregó el primer informe oficial al país: el «Sí» obtenía un 57,36 % frente al 40,54 % del «No», sobre un total de 72 mesas escrutadas. Los miembros de la Concertación comenzaron a creer que sus temores de una eventual manipulación de los resultados se estaría haciendo realidad. La tardanza en la entrega de resultados hizo que el portavoz del Comando del No, Genaro Arriagada acusara al Gobierno de retener las cifras.
Los Comandantes en Jefe de las Fuerzas Armadas y Carabineros fueron informados por sus subalternos de que el «No» estaba derrotando al «Sí» en las mesas, lo que obligó a que éstos pidan una reunión con Pinochet, la cual él rechazó.
A las 21:00, Arriagada anunció los cómputos que posee su comando: el «Sí» supera el 41 %, mientras el «No» obtiene el 58,7 % de los votos. 
Una hora después, el subsecretario Cardemil entregó un nuevo cómputo, esta vez sobre la base de 677 mesas: «Sí», 51,3 % y el «No», 46,5 %, además anunció que el siguiente cómputo sería entregado a las 23:15. En tanto, el Comité por las Elecciones Libres entregó un nuevo informe, en el cual el «Sí» obtiene un 44,6 % frente al 55,2 % de la opción «No». Mientras, la División de Comunicación Social (Dinacos) recibió a esa misma hora la orden de clausurar inmediatamente cualquier transmisión radial o de televisión que convocara a una celebración por la victoria del «No».
A las 23:00, Cardemil se reunió con el general Pinochet, informándole que el «No» posee más del 53 % de los votos hasta ese momento, lo que ya es irremontable. A su vez, Arriagada entregó un nuevo cómputo, con un 40,2 % para el «Sí» y un 57,8 % para el «No». Diversos personeros de Renovación Nacional hablaron con Cardemil, miembro de ese partido, y le informaron que ellos no están dispuestos a involucrarse en un desconocimiento de los resultados.
Sergio Onofre Jarpa, presidente de Renovación Nacional, debía participar en un programa que analizaría los resultados del plebiscito, junto a Patricio Aylwin en Canal 13 a las 22:00, pero la demora de los resultados atrasaba el programa, que se fijó finalmente para la medianoche. Jarpa, temeroso de enfrentarse sin datos a Aylwin, que iba a entregar los datos de la oposición, se contactó con Cardemil, diciéndole: «¿Usted no se va a prestar para ninguna lesera, no?» (refiriéndose a seguir retrasando cómputos). Cardemil le informó que el «Sí» iba perdiendo, pero que aún faltaban contabilizar los votos de las mesas de las mujeres de Santiago.
Jarpa asumió entonces, que habían sido derrotados y se dirigió a Canal 13 a dar dicha información, corroborada con los datos que portaba Aylwin. Comenzaron las celebraciones de los partidarios del «No», mientras La Moneda era acordonada.

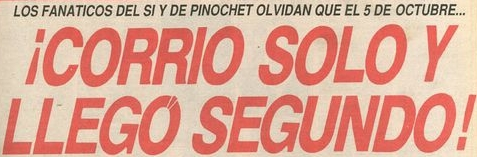
Titular del diario Fortín Mapocho el 11 de octubre: «¡Corrió solo y llegó segundo!».

A las 00:18 del jueves 6 de octubre, Pinochet se reunió con sus ministros y les informó: «Señores, el plebiscito se perdió. Quiero sus renuncias de inmediato. Eso es todo». Una hora después, finalmente se reunió con los miembros de la Junta de Gobierno. En su paso hacia el Palacio de La Moneda, el Comandante en Jefe de la Fuerza Aérea de Chile, Fernando Matthei le dijo a los periodistas: «Tengo bastante claro que ha ganado el No, pero estamos tranquilos». Las declaraciones del General Matthei fueron captadas por Radio Cooperativa a la 1:03 del jueves 6 de octubre.
En dicha reunión, el ministro Sergio Fernández habría reconocido la derrota y expresado que el alto porcentaje obtenido era de cualquier forma motivo de orgullo, a lo que el general de la Fuerza Aérea habría respondido con un irónico «¿Y por qué no traemos champaña para celebrarlo?».
Según lo que consta en las memorias de Matthei (Matthei, mi testimonio), redactadas por Patricia Arancibia Clavel e Isabel de la Maza Cave, Pinochet les habría entregado a los miembros de la Junta Militar de Gobierno un decreto por el cual él asumiría todo el poder para no reconocer los resultados del plebiscito. Esto habría enfurecido a los miembros de la Junta, especialmente a Matthei, el cual afirma que rompió el acta con sus propias manos. «Después de eso, y sin insistir en el acta, el Presidente nos informó que se iría a descansar por unos días fuera de Santiago y se dio por terminada la reunión», termina de contar Matthei en el referido libro. En ese momento, el jefe del Estado Mayor habría sufrido un infarto debido al acalorado enfrentamiento entre los líderes castrenses. Después de la reunión, Pinochet aceptó la situación y ordenó publicar el tercer cómputo. Sin embargo, en una carta enviada por Matthei a El Mercurio y publicada el 10 de enero de 2012, este afirmó que lo anterior no ocurrió, y que jamás habría existido intención de no respetar los resultados del plebiscito.
A la 2:00 de la madrugada, el subsecretario Cardemil apareció ante los medios y anunció los cómputos finales: el «Sí» obtuvo el 43 % frente al 54,7 % del «No».
En la mañana del jueves 6 de octubre, miles de chilenos salieron a las calles a celebrar la victoria del «No» en sus respectivas ciudades: en Santiago principalmente en la Alameda del Libertador Bernardo O'Higgins. Durante esa noche, Pinochet, vestido en uniforme militar, entregó un mensaje mediante cadena nacional de televisión en que reconoció la victoria del «No» y que continuaría el proceso trazado por la Constitución de 1980.

## Resultados
Los resultados oficiales, contenidos en la sentencia del Tribunal Calificador de Elecciones de Chile, fueron los siguientes:

### Resultados nacionales
| Propuesta (alternativa)    | Propuesta (alternativa)    | Votos     | % de electores inscritos | % de votos escrutados | % de votos válidos |
| -------------------------- | -------------------------- | --------- | ------------------------ | --------------------- | ------------------ |
|                            | «Sí»                       | 3 119 110 | 41,94                    | 43,01                 | 44,01              |
|                            | «No»                       | 3 967 569 | 53,36                    | 54,71                 | 55,99              |
| Votos válidamente emitidos | Votos válidamente emitidos | 7 086 679 | 95,30                    | 97,72                 | 100                |
| Votos nulos                | Votos nulos                | 94 594    | 1,28                     | 1,30                  |                    |
| Votos en blanco            | Votos en blanco            | 70 660    | 0,95                     | 0,97                  |                    |
| Total de votos emitidos    | Total de votos emitidos    | 7 251 933 | 97,53                    | 100                   |                    |
| Abstenciones               | Abstenciones               | 183 980   | 2,47                     |                       |                    |
| Electores inscritos        | Electores inscritos        | 7 435 913 | 100                      |                       |                    |

### Resultados por regiones
| Región           | Región                                  | «Sí»      | %     | «No»      | %     |
| ---------------- | --------------------------------------- | --------- | ----- | --------- | ----- |
| I                | Tarapacá                                | 75 849    | 44,71 | 93 800    | 55,29 |
| II               | Antofagasta                             | 84 259    | 39,32 | 130 052   | 60,68 |
| III              | Atacama                                 | 49 400    | 43,84 | 63 293    | 56,16 |
| IV               | Coquimbo                                | 114 250   | 46,02 | 133 997   | 53,98 |
| V                | Valparaíso                              | 324 058   | 42,69 | 434 997   | 57,31 |
| VI               | Lib. Gral. Bernardo O'Higgins           | 164 430   | 44,08 | 208 574   | 55,92 |
| VII              | Maule                                   | 220 742   | 48,83 | 231 348   | 51,17 |
| VIII             | Biobío                                  | 409 513   | 44,71 | 506 513   | 55,29 |
| IX               | La Araucanía                            | 220 090   | 54,05 | 187 071   | 45,95 |
| X                | Los Lagos                               | 242 457   | 50,15 | 240 984   | 49,85 |
| XI               | Aysén del Gral. Carlos Ibáñez del Campo | 19 238    | 49,99 | 19 245    | 50,01 |
| XII              | Magallanes y la Antártica Chilena       | 35 549    | 42,36 | 48 372    | 57,64 |
| RM               | Metropolitana de Santiago               | 1 159 275 | 40,98 | 1 669 333 | 59,02 |
| Total: 7 086 689 | Total: 7 086 689                        | 3 119 110 | 44,01 | 3 967 579 | 55,99 |

## Consecuencias

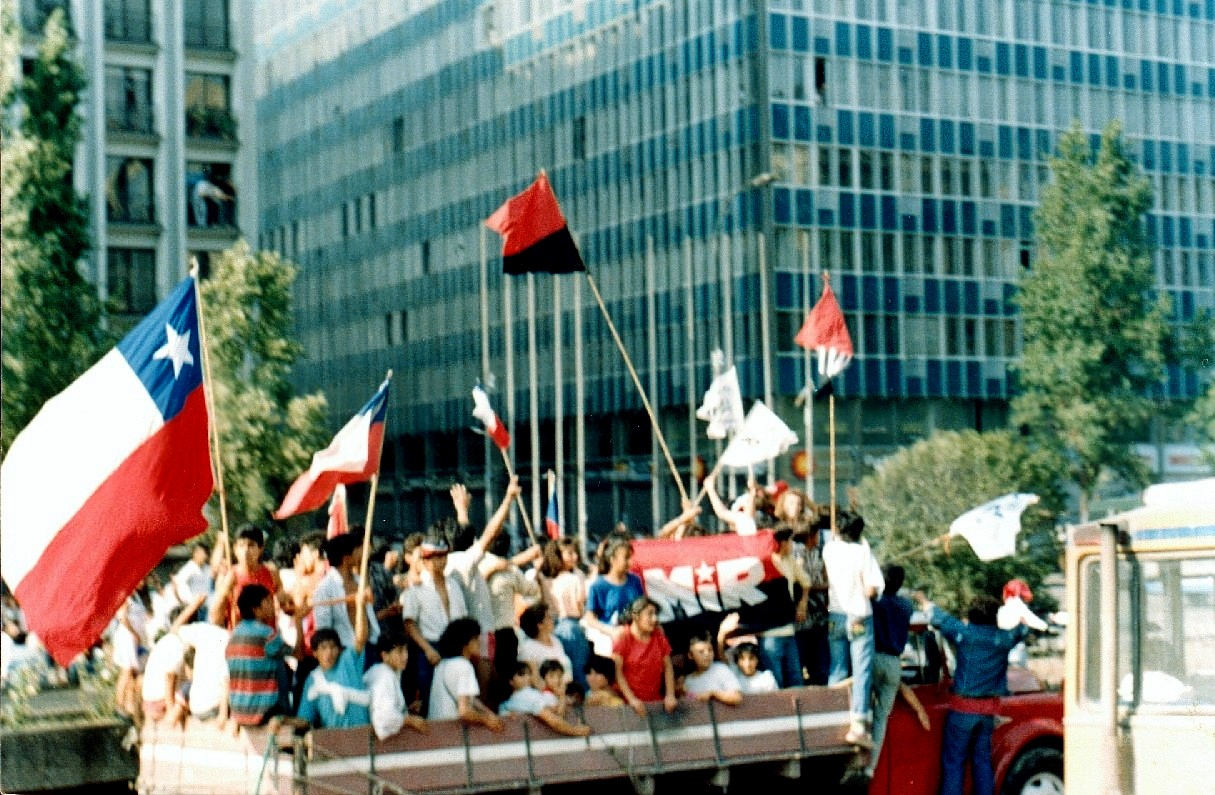
Manifestantes celebran al día siguiente de la victoria del «No» en Alameda con Ahumada, en Santiago.

El gobierno reconoció su derrota en las urnas y, conforme a la norma vigesimanovena transitoria de la Constitución, se prorrogó de pleno derecho el periodo presidencial de Augusto Pinochet por un año más –hasta el 11 de marzo de 1990–, para los efectos de la convocatoria a elecciones democráticas, de presidente y parlamentarios, al año siguiente.
Tras el triunfo del «No» en el plebiscito, la Concertación propició una reforma constitucional, que permitiera una «transición consensual a la democracia» y superar el debate sobre la legitimidad de la Constitución, realizándola conforme al mecanismo contenido en ella, que implicaba, dentro de dicho periodo transitorio, ser ratificada en un plebiscito. En definitiva, tras un acuerdo entre gobierno y oposición, se realizó una reforma sometida a un plebiscito, que se llevó a cabo el domingo 30 de julio de 1989.
En diciembre del mismo año se realizaron las elecciones presidencial y parlamentaria, donde fue elegido presidente de la República Patricio Aylwin, con quien se inició el periodo de la historia de Chile conocido como transición a la democracia.